# Kamal (Arjasa)
Kamal is een bestuurslaag in het regentschap Jember van de provincie Oost-Java, Indonesië. Kamal telt 5427 inwoners (volkstelling 2010).